# Lipnice (Spálené Poříčí)
Lipnice (německy Lipnitz) je vesnice, část města Spálené Poříčí v okrese Plzeň-jih v Plzeňském kraji. Má původní kruhový půdorys s velkou okrouhlou návsí s rybníkem, která je částečně zastavěna. Nově byla zbudována kaplička svatých Petra a Pavla kruhového půdorysu. Na návsi je několik památkově chráněných staveb vesnické architektury.

## Historie
První písemná zmínka o vesnici pochází z roku 1391.

## Obyvatelstvo
| Rok            | 1869 | 1880 | 1890 | 1900 | 1910 | 1921 | 1930 | 1950 | 1961 | 1970 | 1980 | 1991 | 2001 | 2011 | 2021 |
| -------------- | ---- | ---- | ---- | ---- | ---- | ---- | ---- | ---- | ---- | ---- | ---- | ---- | ---- | ---- | ---- |
| Počet obyvatel | 500  | 504  | 505  | 525  | 514  | 502  | 513  | 477  | 502  | 445  | 385  | 326  | 325  | 345  | 345  |
| Počet domů     | 69   | 79   | 82   | 81   | 84   | 87   | 102  | 149  | 134  | 126  | 114  | 118  | 137  | 146  | 146  |

## Obecní správa
Do roku 1979 byla Lipnice samostatná obec. Od 1. ledna 1980 je částí obce Spálené Poříčí.

## Pamětihodnosti
- Usedlost čp. 7
- Ústřední náves, půdorys okrouhlice
- Dům čp. 43

## Osobnosti
- Václav Davídek, archivář a spisovatel

## Galerie

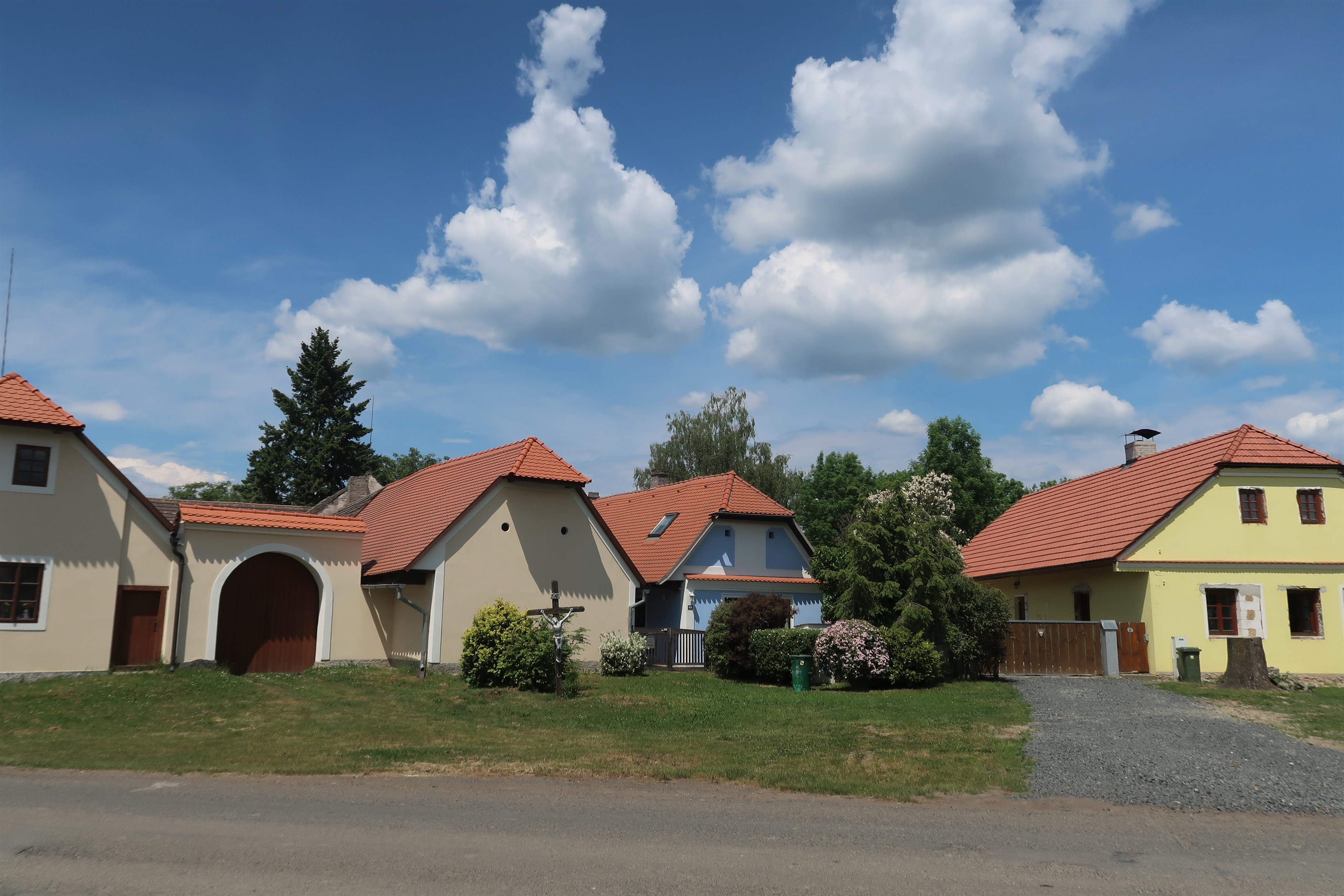
Severní část návsi s památkově chráněnou usedlostí čp. 7
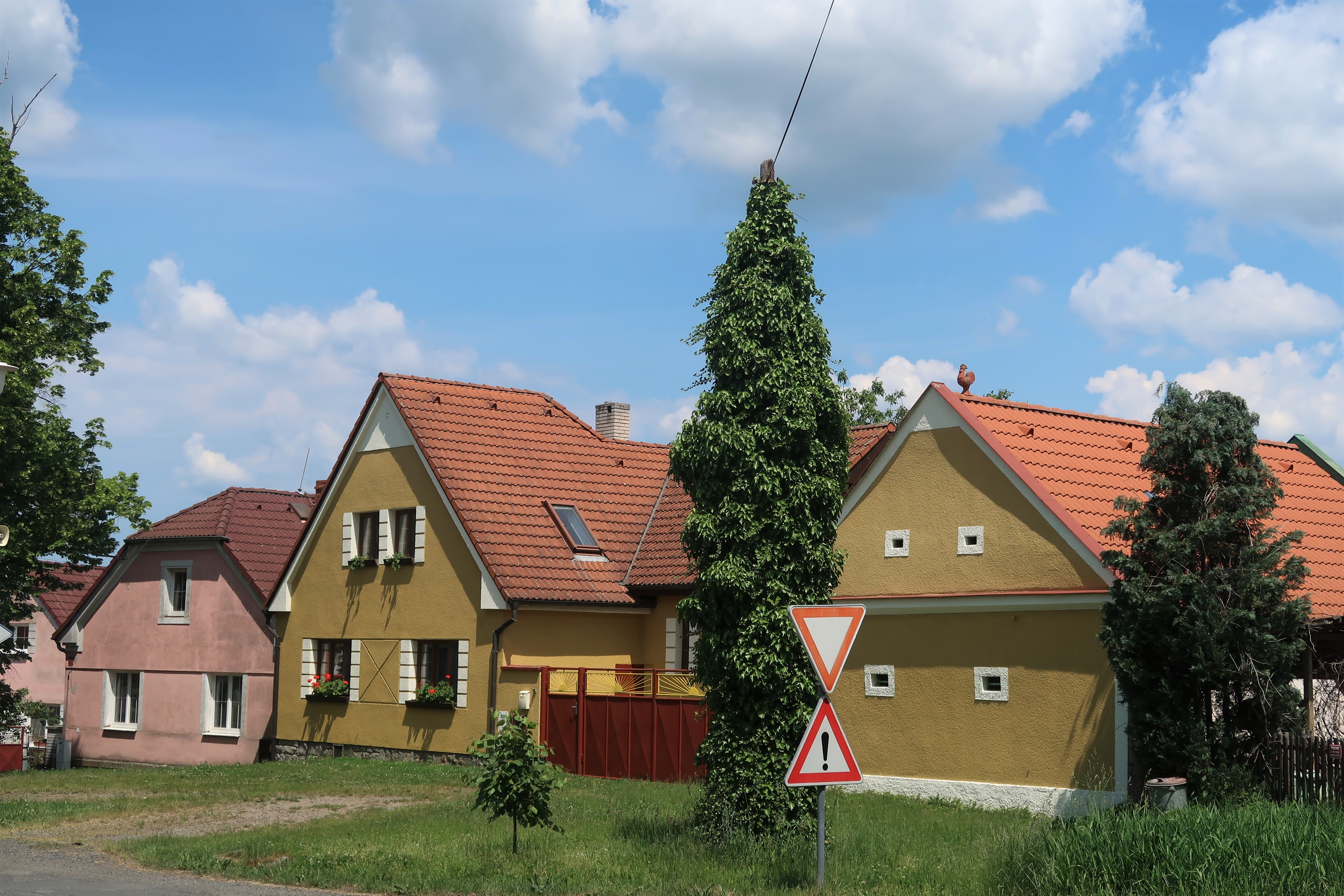
Domy na návsi
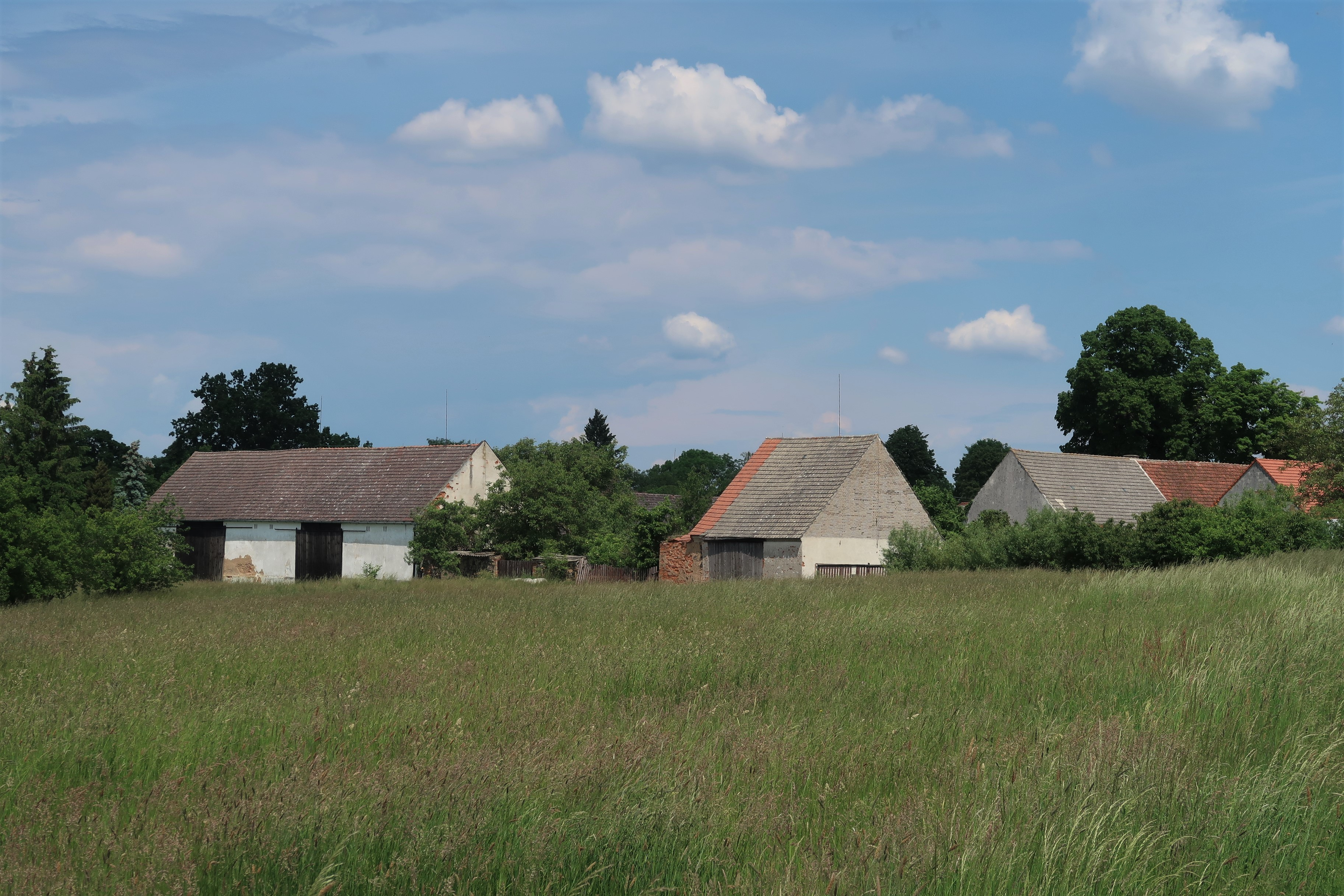
Lipnické stodoly cestou ze Spáleného Poříčí
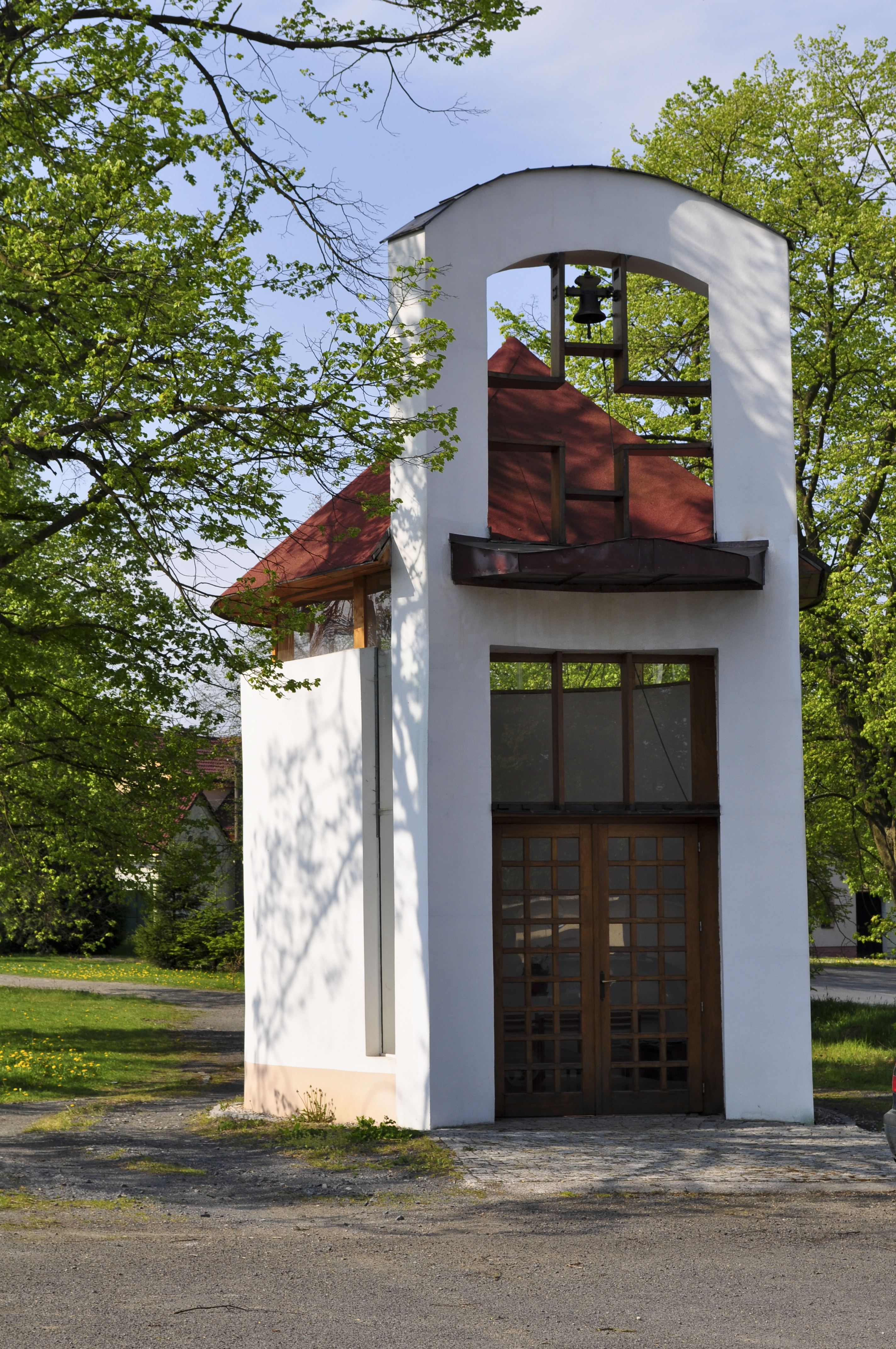
Kaple